# 黄素腺嘌呤二核苷酸
黄素腺嘌呤二核苷酸（英語：FAD），又称活性型维生素B2、核黄素-5'-腺苷二磷酸，是一种参与了重要的代谢反应的氧化还原辅酶。FAD是一种比NAD和NADP更强的氧化剂，能被1个电子或2个电子途径还原。

## FAD的氧化还原态
在上面的反应中，左边是FAD，它通过得到2个电子转化为右边的FADH2。因此，FAD可起到一种传递质子（电子）的作用。

## FAD的意义
FAD广泛参与体内各种氧化还原反应，可促进糖、脂肪和蛋白质的代谢。同时FAD作为一种维生素B2衍生物，对维持皮肤、粘膜和视觉的正常机能均有一定的作用。特别是在细胞呼吸中擁有一定的地位。

## 与FAD有关的反应
- 三羧酸循环
- 甘油磷酸穿梭
- 电子传递链

## 附加图片

黄素
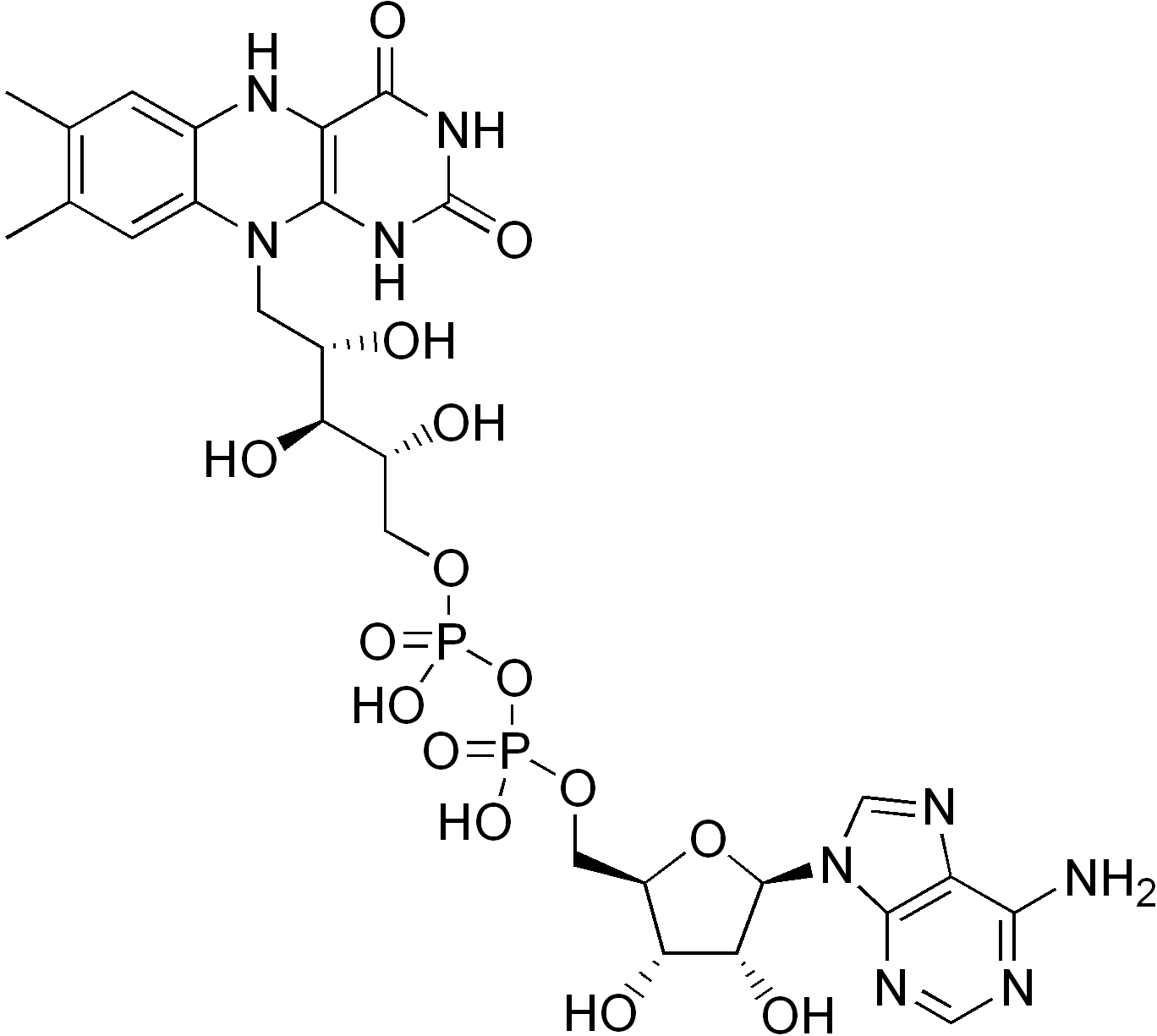
FADH2
腺嘌呤

## 外部連結
- FAD bound to proteins in the PDB
- FAD（页面存档备份，存于） entry in the NIH Chemical Database